# Who’d Have Known
Who’d Have Known ist ein Lied der britischen Popsängerin Lily Allen. Der Song wurde am 30. November 2009 als fünfte und letzte Singleauskopplung aus Allens zweitem Studioalbum It’s Not Me, It’s You veröffentlicht. In Großbritannien war er die vierte Singleauskopplung.
Das Lied wurde für T-Pains Song 5 O’Clock als Sample verwendet, bei dem auch Lily Allen als Gastinterpretin beteiligt ist.

## Lied
Bevor Allen den Song veröffentlichte, postete sie ihn unter dem Namen Who'd of Known auf MySpace. Der Song hätte zunächst nicht auf dem Album erscheinen dürfen, da der Refrain zu sehr dem Song Shine von Take That ähnelte, was laut Allen aber keine Absicht war. Die Band gab dann aber doch ihre Erlaubnis und sie wurden auch Co-Writer des Liedes.

## Kritiken
Als das Album erschien, nannte Rolling Stone-Autor Jody Rosen den Song eine potenzielle Single. Nach Neil McCormik vom The Daily Telegraph sei der Song „eine zärtliche Beschwörung von Freundschaft, die sich in Liebe verwandelt, in der das Detail vielsagend ist und Allens Gesangsdarbietung förmlich vor leichter Zuneigung erstrahlt.“

## Musikvideo
Das Musikvideo zu Who’d Have Known wurde am 30. November 2009 veröffentlicht. Allen spielt einen besessenen Fan von Elton John. Im Video entführt sie ihn und zwingt ihn, sie zu lieben. Als sie dann aber auf dem Sofa vor dem Fernseher einschläft, schafft es Elton John zu entkommen. Regisseur des Videos war James Caddick.

## Charts und Chartplatzierungen
| ChartsChartplatzierungen     | Höchstplatzierung | Wochen |
| ---------------------------- | ----------------- | ------ |
| Vereinigtes Königreich (OCC) | 39 (5 Wo.)        | 5      |